# بندیکت آکویگبو
بندیکت آکویگبو (انگلیسی: Benedict Akwuegbu؛ زادهٔ ۳ نوامبر ۱۹۷۴) یک بازیکن فوتبال اهل نیجریه است.

## باشگاهی
از باشگاه‌هایی که در آن بازی کرده‌است می‌توان به باشگاه فوتبال لن، باشگاه فوتبال تیانجین تدا، و باشگاه فوتبال بازینگ‌استوک تاون اشاره کرد.

## تیم ملی
وی همچنین در [[تیم ملی فوتبال نیجریه بازی کرده است و برای این تیم در جام جهانی فوتبال ۲۰۰۲ به میدان رفته است.